# Strada provinciale 58 Pieve del Pino
La strada provinciale 58 Pieve del Pino è una strada provinciale italiana della città metropolitana di Bologna.

## Percorso
Comincia a Musiano (Pianoro) e si dirige dapprima verso sud. A Pian di Macina attraversa il Savena per poi salire sulle colline alla sinistra del torrente. Piega ad ovest ed incrocia il raccordo con la SP 37, quindi torna a viaggiare verso meridione. Giunge nella frazione di Montelungo ed attraversa, correndo nuovamente in direzione ovest, la Riserva naturale Contrafforte Pliocenico. Ormai in comune di Sasso Marconi arriva a Badolo e da lì scende a Battedizzo e nella valle del Setta, dove termina nell'intersezione con l'ex SS 325 presso lo svincolo dell'A1 "Sasso Marconi".